# Rondon do Pará
Rondon do Pará là một đô thị thuộc bang Pará, Brasil. Đô thị này có diện tích 8246,634 km², dân số năm 2007 là 44875 người, mật độ 5,44 người/km².